# L'avventurosa storia dell'uzbeko muto
L'avventurosa storia dell'uzbeko muto è una raccolta di racconti in parte autobiografici dello scrittore, poeta, regista e attivista cileno Luis Sepúlveda pubblicati per la prima volta in Italia nel 2015.

## Descrizione
Il libro è stato pubblicato per la prima volta in italiano e presentato al Dedica Festival di Pordenone nel marzo del 2015 dallo stesso autore. Luis Sepúlveda rivede gli anni nei quali aderì alla Gioventù Comunista del Cile e prende spunto per descrivere i sogni e gli ideali della sua generazione. I racconti che formano la raccolta trattano quindi i temi legati alle esperienze giovanili ed agli anni delle battaglie ideali e delle illusioni tipiche della stagione della generazione degli anni sessanta e settanta del XX secolo in Cile e in America Latina. Tra i temi trattati, sempre in modo ironico e quasi allegro, si toccano le problematiche e le situazioni legate alle espropriazioni proletarie, alle discussioni politiche che coinvolgevano trockismo e l'idea del socialismo in un solo Paese. Si parla dell'esercito di liberazione nazionale nato dopo il colpo di Stato di Augusto Pinochet e di altre vicende. Il racconto che da il nome al libro è L'avventurosa storia dell'uzbeko muto che narra di un peruviano, Ramiro, che vince una borsa di studio a Mosca. Nella capitale sovietica però Ramiro rimane deluso perché si aspettava di trovare un ambiente con possibilità di incontri con ragazze e feste con musica e alcol, ma questo non avviene. Dopo la delusione finisce per arrivare a Praga e poi anche in Uzbekistan. Ed è qui che, per tornare a casa, si finge sia muto sia uzbeko. Le storie sono ingegnose, romantiche, narrate con affetto ed ironia. 
La raccolta contiene nove racconti:
- Il soldato Čapaëv a Santiago del Cile
- L'avventurosa storia dell'uzbeko muto
- Blue Velvet
- Bichito
- L'Operazione Meraviglia
- Anno 59 Juche
- Il disertore
- L'altra morte del Che
- L'ultimo combattimento di Pepe Södertälje

## Critica
Luis Sepúlveda racconta storie divertenti e tenere in uno stato di grazia letteraria in omaggio a un'epoca in cui potevamo sognare di essere giovani senza chiedere permesso.

## Edizione originale in lingua italiana
- Luis Sepúlveda, L'avventurosa storia dell'uzbeko muto, traduzione di Ilide Carmignani, Parma, Guanda, 2015, OCLC 922610767, SBN UBO4191751.

## Edizioni in altre lingue
- (PL) Luis Sepúlveda, Niemy Uzbek i inne opowieści z podziemia, traduzione di Joanna Branicka, Warszawa, Noir sur Blanc, 2019, OCLC 1088954471.
- (FR) Luis Sepúlveda, L'Ouzbek muet: et autres histoires clandestines, traduzione di Bertille Hausberg, Paris, Éditions Points, 2016, OCLC 951170377.
- (EL) Luis Sepúlveda, O mougkos ouzbekos kai álles istoríes paranomías, traduzione di Achilleas Kyriakidis, Athina, Opera, 2015, OCLC 1367343810.
- (PT) Luis Sepúlveda, A Venturosa História Do Usbeque Mudo, traduzione di Helena Pitta, Porto, Portugal, Porto Editora, 2015, OCLC 949783243.